# Schwalbach (Hesse)
Schwalbach es un municipio situado en el distrito de Main-Taunus, en el estado federado de Hesse (Alemania). Su población estimada a finales de 2016 era de 15 452 habitantes.
Se encuentra ubicado al suroeste del estado, en la región Rin-Meno.